# Peau d'Âne (comédie musicale)
Pour les articles homonymes, voir Peau d'âne (homonymie).
Peau d'Âne (sous-titré féerie musicale) est l'adaptation scénique du film musical homonyme  de Jacques Demy et Michel Legrand, créée à l'occasion de la réouverture du théâtre Marigny en 2018.
Elle constitue l'une des dernières réalisations de Michel Legrand, qui a réenregistré pour l'occasion toute la musique originale, avant son décès en janvier 2019,,,,,. 

## Fiche technique
- Livret : Jacques Demy (dialogues du film) d'après le conte homonyme popularisé par Charles Perrault
- Lyrics : Jacques Demy

- Musique : Michel Legrand
  - Direction musicale : Thierry Boulanger et Patrice Peyrieras
- Mise en scène : Emilio Sagi
- Décors : Daniel Bianco
- Costumes : Pepa Ojanguren
- Chorégraphie : Nuria Castejon
- Production : Théâtre Marigny/Fimalac Culture
- Pays d'origine :  France
- Langue originale : français
- Date de première représentation : 14 novembre 2018
- Date de dernière représentation : 17 février 2019
- Nombre de représentations consécutives : 100

## Distribution
- Marie Oppert : la Princesse/Peau d'âne
- Mathieu Spinosi : le Prince

- Olivier Fredj : le Prince (en alternance)

- Emma Kate Nelson : la Fée des lilas

- Michaël Denard : le Roi bleu

- Christine Gagnieux : la Vieille
- Marie-Agnès Gillot : la Reine rouge
- Franck Lopez : le Roi rouge

- Olivier Podesta : Tibaud/le Tailleur

- Henri de Vasselot : le Premier Ministre/Godefroy

- Édouard Thiébaut : le Médecin/le Charlatan
- Claire Chazal : narratrice/la Rose

- Chœur et orchestre du théâtre Marigny